# باگرات نالباندیان
باگرات گئورگی نالباندیان (ارمنی: Բագրատ Գևորգի Նալբանդյան) یک سیاستمدار اهل ارمنستان بود که از تاریخ تا تاریخ و بار دیگر از تاریخ تا تاریخ سمت وزیر ارتباطات ارمنستان شوروی را برعهده داشت.

## یادداشت
1. ↑  ԽՍՀՄ կապի ժողկոմատի ՀԽՍՀ լիազոր
2. ↑  ԽՍՀՄ կապի ժողկոմատի ՀԽՍՀ լիազոր